# ثورة فلسطين والأردن (744)
ثَوْرَةُ فِلَسْطين وَاَلأُرْدُن (126 هـ / 744 م) هيَ ثورة حدثت في جند فلسطين وجند الأردن على خلفيَّة مقتل الخليفة الأموي الوليد بن يزيد ورفضوا بيعة -ابن عمِّه الذي ثار عليه- يزيد بن الوليد.
وقد قرر أهل فلسطين الثَّورة في بداية الأمر على عاملهم سعيد بن عبد الملك فطردوه، وكان قد استعمله عليهم الوليد، وأحضروا بدلاً منه يزيد بن سليمان بن عبد الملك فجعلوه عليهم وقالوا له: إن أمير المؤمنين قد قتل فتول أمرنا، فقَبَل ودعا الناس إلى قتال يزيد، فأجابوه.
وبلغ أهل الأردن أمر أهل فلسطين فولوا عليهم محمد بن عبد الملك واجتمعوا معهم على قتال يزيد، وقد كان وُجهاء أهل فلسطين سعيد بن روح وضبعان بن روح آنذاك.
وحينما بلغ أمر ثورة فلسطين والأردن للخليفة يزيد بن الوليد سير إليهم سليمان بن هشام بن عبد الملك -وقد كان قضى على ثورة حمص قبل أشهر- على رأس جيش من أهل دِمَشْق وتولَّى أبو مُحَمد السُّفياني قيادة جيش من أهل حِمْص، وكانت عدتهم أربعة وثمانين ألف مُقاتل.
وأرسل يزيد بن الوليد رسائل إلى كلَّا مِن سعيد وضبعان ابني روح فوعدهم بالولاية والمال، فبايعاه في أهل فلسطين وخرجوا من الثَّورة، وبقي أهل الأردن، فأرسل سليمان خمسة آلاف فنهبوا القرى وساروا إلى طبرية، فقال أهل طبرية: ما نقيم والجنود تجوس منازلنا وتحكم في أهلينا، فانتهبوا من ولُّوهم أمرهم يزيد بن سليمان ومحمد بن عبد الملك وأخذوا دوابهما وسلاحهما ولحقوا بمنازلهم،وحينما تفرق أهل فلسطين والأردن سار سليمان حتى أتى الصنبرة الواقعة جنوب بحيرة طبريا فجاء أهل الأردن فبايعوا يزيد بن الوليد، وسار إلى طبرية فصلى بهم الجمعة، وبايع من بها، وسار إلى الرملة فأخذ البيعة على من بها، واستعمل ضبعان بن روح على فلسطين وهو فيما سلف أحد وُجهائهم، وعَيَّن إبراهيم بن الوليد بن عبد الملك على الأردن -والذي تولَّى الخِلافة بعد أخيه يزيد في نفس السنة-.